# Anna Luise Kiss

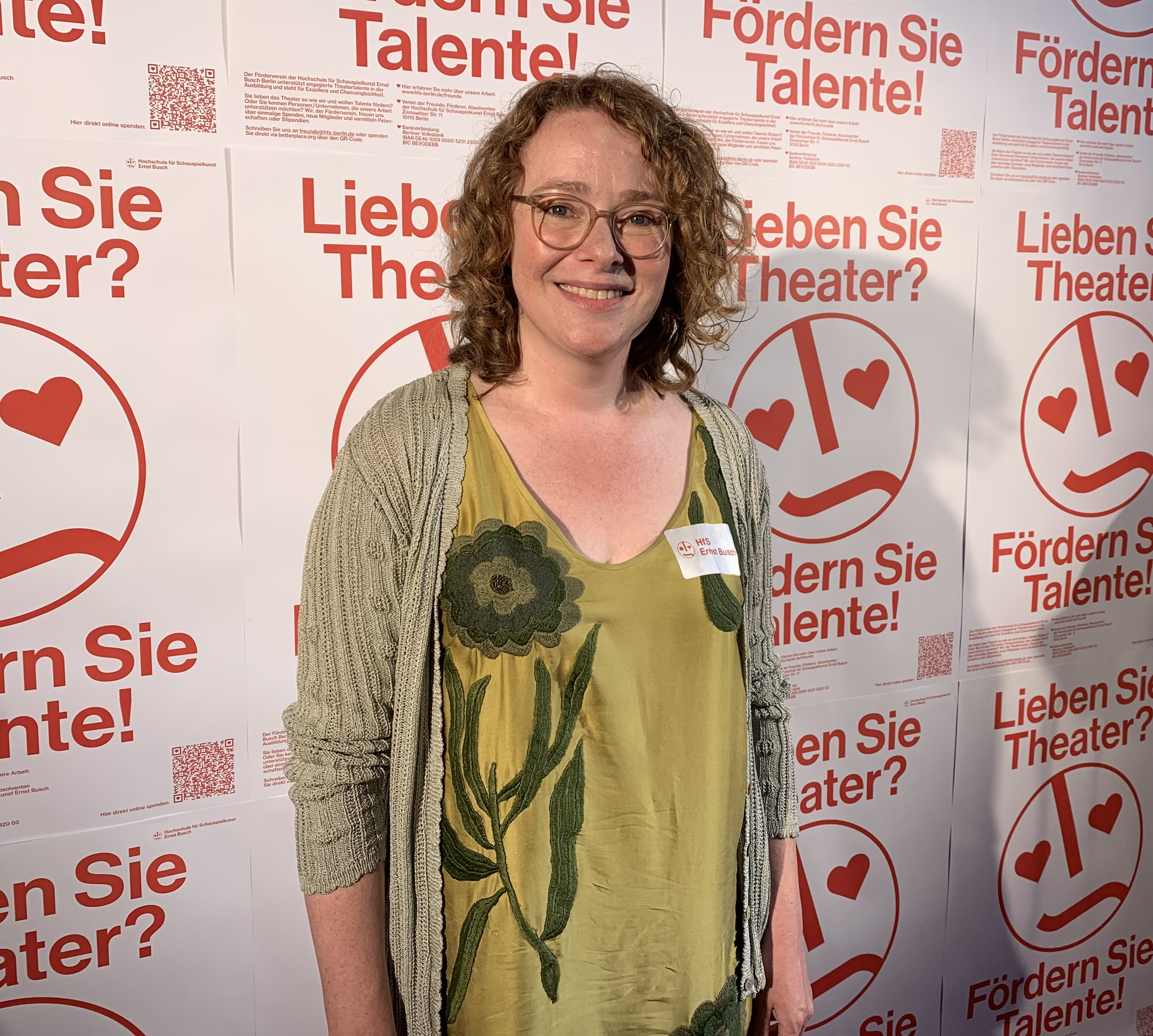
Anna Luise Kiss, 2024

Anna Luise Kiss (* 27. November 1981 in Heidelberg) ist eine deutsche Medienwissenschaftlerin und Schauspielerin. Seit Oktober 2021 ist sie Rektorin der Hochschule für Schauspielkunst Ernst Busch Berlin.

## Leben
Anna Luise Kiss ist die Tochter der Schauspielerin und Autorin Ulrike Bliefert und des Schauspielers László I. Kish. Vor der Kamera stand sie schon als Kind, nach dem Abitur folgten Schauspiel-, Gesangs- und Klavierunterricht. 1999 besetzte Margarethe von Trotta sie als die junge Regine Weidling in der Literaturverfilmung Jahrestage. Einem größeren Fernsehpublikum wurde Anna Luise Kiss durch ihre Darstellung der Novizin Barbara Silenius in der ARD-Serie Um Himmels Willen. bekannt, bei der sie in 7 Staffeln mitwirkte. Weitere Serienrollen und Kurzfilme schlossen sich an. Kiss arbeitete auch für Hörbuchproduktionen verschiedener Autoren, als Synchronsprecherin sowie als Moderatorin. Neben ihrer Muttersprache spricht sie Schweizerdeutsch und fließend Englisch.
Parallel zum Schauspielberuf studierte Kiss die Fächer Kulturwissenschaften und Medienwissenschaft, die sie mit einem Bachelor und einem Master of Arts abschloss. Sie absolvierte eine Hospitanz in der Dramaturgie der Staatsoper Unter den Linden und arbeitete als Assistentin in der ZDF-Redaktion Fernsehfilm I sowie als freie Lektorin für Filmförderanstalten und Produktionsfirmen. Anschließend war sie als wissenschaftliche Mitarbeiterin an der Filmuniversität Babelsberg Konrad Wolf tätig, wo sie 2018 mit einer Forschungsarbeit über die Konstruktion von Laiendarstellern promoviert wurde. Als Dozentin lehrte sie in den Fächern Medienwissenschaft und Digitale Medienkultur und unterrichtete in fachübergreifenden, auch künstlerisch-forschenden Seminaren. 2016 wurde Kiss an der Filmuniversität in das Amt der Vizepräsidentin für Forschung und Transfer gewählt. Es folgte eine filmwissenschaftliche Gastprofessur, an die sich die Leitung des Bereichs Forschung, Transfer und Gründung an der Filmuniversität anschloss. Internationale Lehr- und Forschungserfahrungen sammelte sie als Visiting Scholar am USC Max Kade Institute for Austria-German-Swiss Studies (University of Southern California, Los Angeles, USA), an der Aarhus University sowie als Gast der Università Perugia.
Von 2019 bis 2021 leitete Kiss ein vom Bundesministerium für Bildung und Forschung gefördertes Forschungsprojekt. Im Rahmen ihres Forschungsprojektes Das filmische Gesicht der Städte realisierte Kiss 2020 die Open-Air-Installation Das filmische Gesicht der Stadt Potsdam und produzierte den Podcast Film Studies bling-bling.
Als wissenschaftlicher Fellow des Kompetenzzentrum Kultur- und Kreativwirtschaft des Bundes befasst sich Kiss unter anderem mit dem Abbau von Klassismus und neuen Formen der Lehre und Forschung in Ausbildungseinrichtungen der Kultur- und Kreativwirtschaft. Außerdem verfolgt sie wissenschaftliche Projekte und veröffentlicht in Fachpublikationen.
Zum 1. Oktober 2021 wurde Anna Luise Kiss als Rektorin der Hochschule für Schauspielkunst Ernst Busch Berlin bestellt. Im Juni 2025 wurde sie vom Erweiterten Akademischen Senat der Hochschule als Präsidentin wiedergewählt. Ihre zweite sechsjährige Amtszeit beginnt am 1. Oktober 2025.

## Veröffentlichungen (Auswahl)
- 2014: Jede Menge Perspektiven. Der Regisseur Herrmann Zschoche Sammelband (Hg.), Filmblatt-Schriften Reihe (Band 8), CineGraph, ISBN 978-3-936774-08-5.
- 2016: Pathenheimer: Filmfotografin – DEFA Movie Stills (Hg. gemeinsam mit Dieter Chill), Ch. Links Verlag, ISBN 978-3-86153-928-5.
- 2019: Topografie des Laiendarsteller-Diskurses. Zur Konstruktion von Laiendarstellerinnen und Laiendarstellern im Kinospielfilm, Wiesbaden: Springer VS, ISBN 978-3-658-25756-9.
- 2019: Anna Luise Kiss: Sonder_Forschungs_Zone der neuen Denk-Verschaltungen. In: Bundesministerium für Wirtschaft und Energie (Hrsg.): Willkommen in der Sonderforschungszone. 8 Visionen für eine bessere Lehre & Forschung in der Kultur- und Kreativwirtschaft. Berlin 2019, S. 77–79.
- 2019: Eine Medienwissenschaftlerin und eine Schauspielerin unterhalten sich über Performanz in ihrem beruflichen Alltag – eine Text-Performance, in: Thomas Etzemüller (Hg.): Der Auftritt. Performanz in der Wissenschaft, Bielefeld: transcript Verlag, S. 361–370, ISBN 978-3-8376-4659-7.
- 2021: Film und (Stadt-)Raum. Eine Analyse von filmischen Bildern im städtischen Raum, in: (Hrsg.) Raphael Kogler & Jeanine Wintzer (Hrsg.): Raum und Bild – Strategien visueller raumbezogener Forschung, Wiesbaden: Springer VS, S. 227–240, ISBN 978-3-662-61965-0.
- 2021: Humorous Audio-Visual Lockdown Works. In: Galactica Media: Journal of Media Studies, Vol 3 No 3 (2021), S. 238–258.
- 2022: Anna Luise Kiss: Die filmische Straßenlandschaft in Potsdam. Palimpsest – Kulturelle Arena – Performativer Raum. Avinus, Hamburg 2022, ISBN 978-3-86938-170-1.
  - 2023: The Cinematic Streetscape in Potsdam. Palimpsest—Cultural Arena—Performative Space. englische Übersetzung, überarbeitet und ergänzt. Avinus, Hamburg 2023, ISBN 978-3-86938-171-8.

## Auszeichnungen
- 2015: Lehrpreis des Landes Brandenburg in der Kategorie „Umgang mit unterschiedlichen berufs- und bildungsbiographischen Vorerfahrungen“[12]
- 2016: Preis für künstlerische Forschung des Instituts für künstlerische Forschung der Filmuniversität gemeinsam mit Susanne Foidl für das Projekt „Pathenheimer im Montagelabor“[13]
- 2016: Preisträgerin IAMHIST-Challenge for early career researchers and professionals[14]
- 2021: Sonderpreis Corona des WISPoP – Potsdamer Preis für Wissenschaftskommunikation[15]
- 2021: Lobende Erwähnung beim Karsten-Witte-Preis für den Podcast Filmstudies bling-bling und den Blog-Beitrag Podcasts als Open-Science-Instrument[16]